# Compañía de teatro universitario
Un teatro universitario o compañía de teatro universitario es un tipo de agrupación teatral que nace de la universidad o tiene una fuerte relación con esta.

## Origen y composición

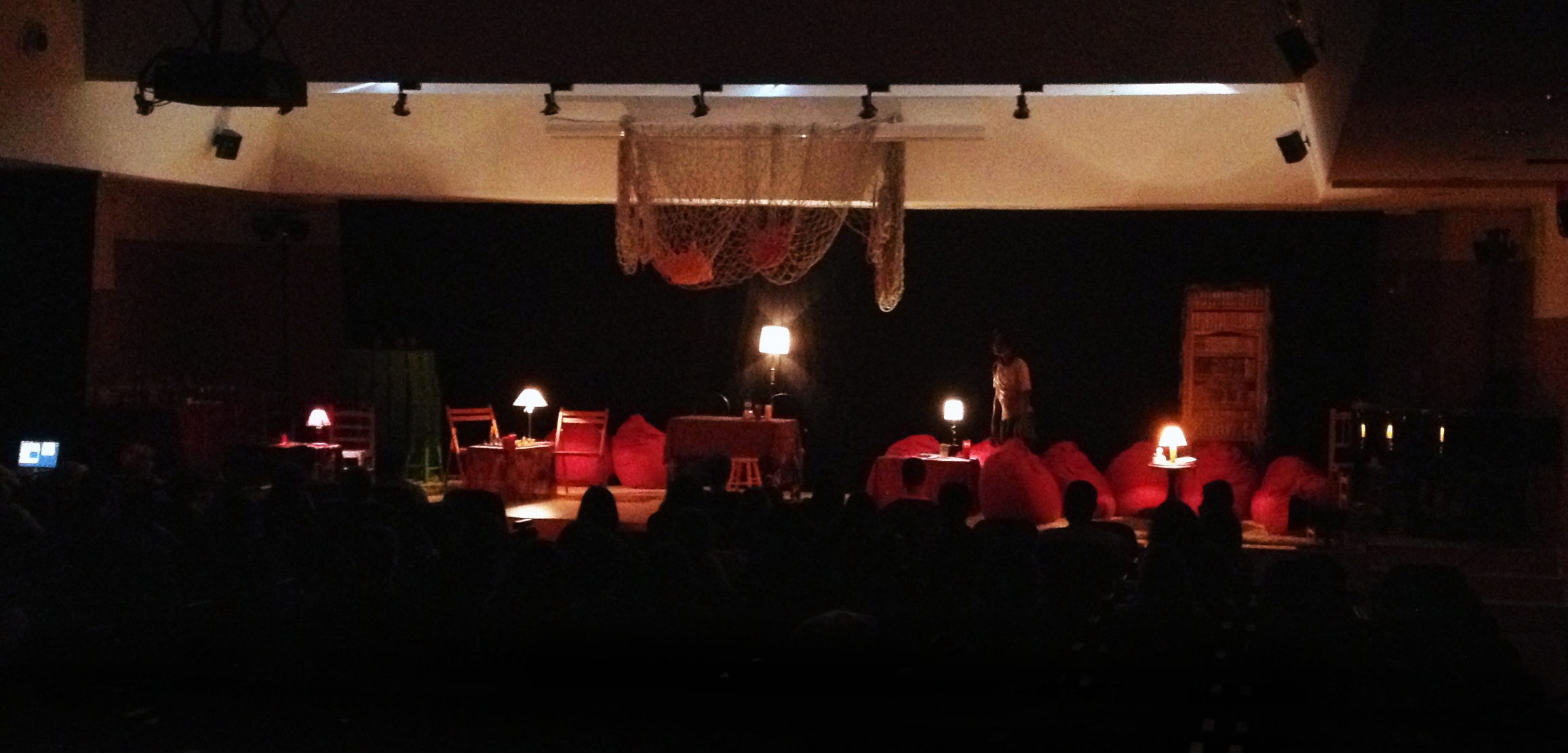
Aula de teatro de Orense durante la realización de Café Libertade, obra de su director Fernando da Costa, en el marco del V Festival MUTIS de 2014.

En las primeras universidades se requería un buen nivel de latín y para que los escolares pudieran adquirirlo con fluidez se estudiaban textos de autores teatrales latinos como Plauto y Terencio, esto sumado a que en la universidad no se daba solamente importancia a leer y a escribir sino también a conversar y a rebatir, sus textos dialogados eran recitados en público y, con el tiempo, escenificados, llegando a ser obligatoria la representación de piezas de estos autores en las escuelas de gramática de algunas universidades como la de Salamanca en el siglo XVI.
No es hasta el siglo XX cuando las compañías de teatro escolar o académico trascienden los muros de la universidad que pasan a ser conocidas como teatros universitarios para diferenciarlas de otras compañías y tipologías de teatro. 
Actualmente, los teatros universitarios están constituidos por estudiantes pero también pueden formar parte en mayor o menor proporción profesores, investigadores, doctorandos y personal de servicio.

Existen muchas maneras de analizar y clasificar las agrupaciones según su composición, su origen, su temática, su vinculación con la universidad, incluso por cómo se definen a ellas mismas al adoptar un nombre.

#### Clasificación por grado de vinculación con la universidad

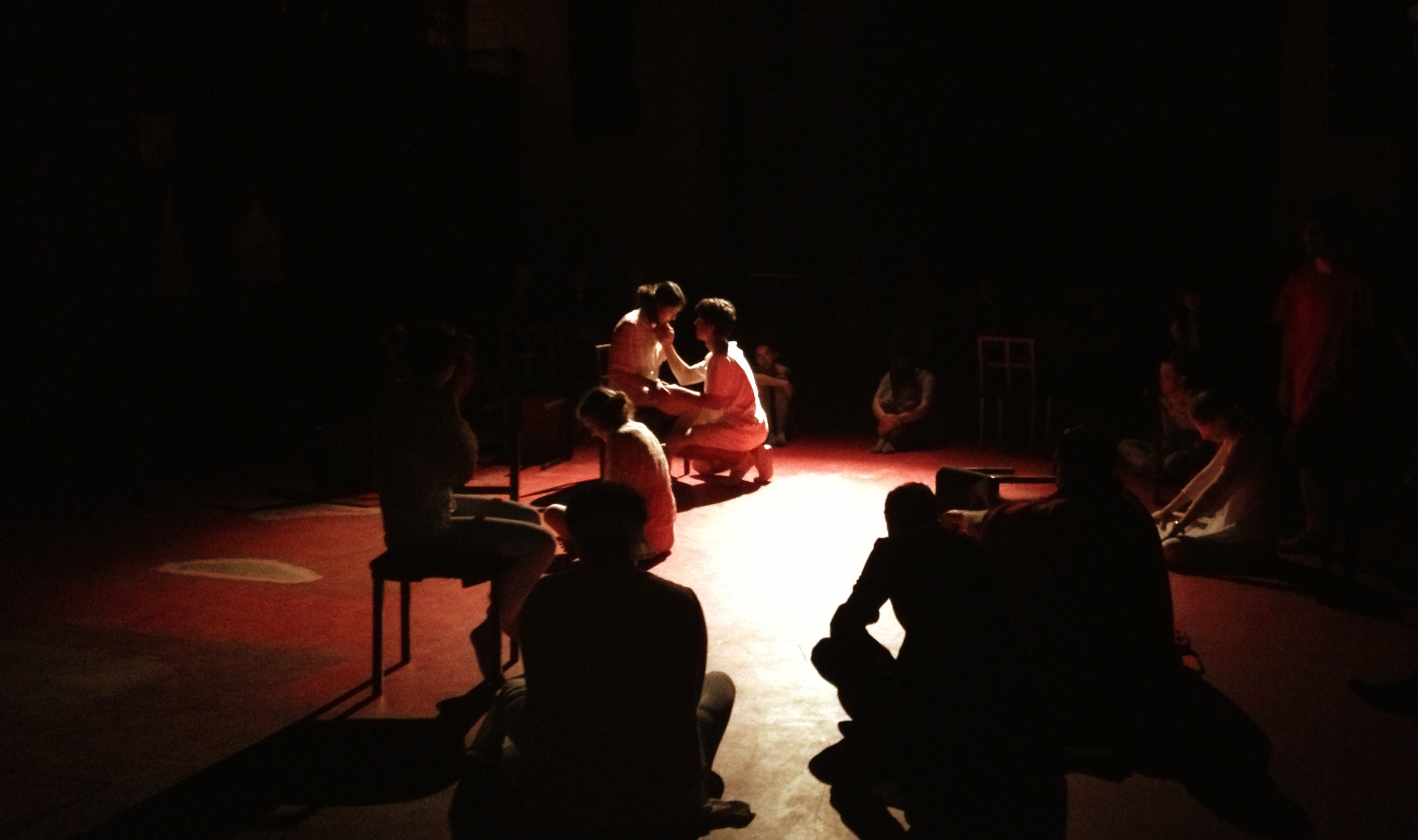
La sirena varada de Alejandro Casona por la compañía Caín Teatro -ejemplo de una compañía policéfala- en el Círculo de Arte de Toledo en 2016.

- La sirena varada de Alejandro Casona por la compañía Caín Teatro -ejemplo de una compañía policéfala- en el Círculo de Arte de Toledo en 2016.Aulas de Teatro Universitario y grupos oficiales. Son aquellas agrupaciones con un director profesional, una línea formativa y una programación condicionada por la propia universidad. Otros nombres que puede recibir son el de Grupo estable, Grupo experimental o Grupo oficial.
- Grupos independientes de T.U. El núcleo constitutivo lo componen estudiantes -habitualmente de un mismo centro- que tienen una cierta inquietud estética, o bien provienen de una asociación estudiantil previa. Tienen como referencia una facultad o una carrera en concreto donde consiguen espacios para ensayar y estrenar. Como asociación estudiantil pueden en algunas universidades recibir subvenciones. Se consideran independientes porque el grado de control y supervisión por parte de la universidad es débil y su producción y objetivos son elegidos según sus preferencias.
- Grupos de T.U. de Colegios Mayores. Similares a los grupos independientes pero tienen como nexo el pertenecer a una misma residencia de estudiantes o colegio mayor universitario, por lo que tales estudiantes son de carreras muy diferentes.

Los objetivos principales de estas agrupaciones son tres, pero destaca en el Aula el aprendizaje y perfeccionamiento de la técnica, en los grupos independientes destaca la representación y en el de los colegios mayores destaca el componente social.

#### Clasificación por estructura

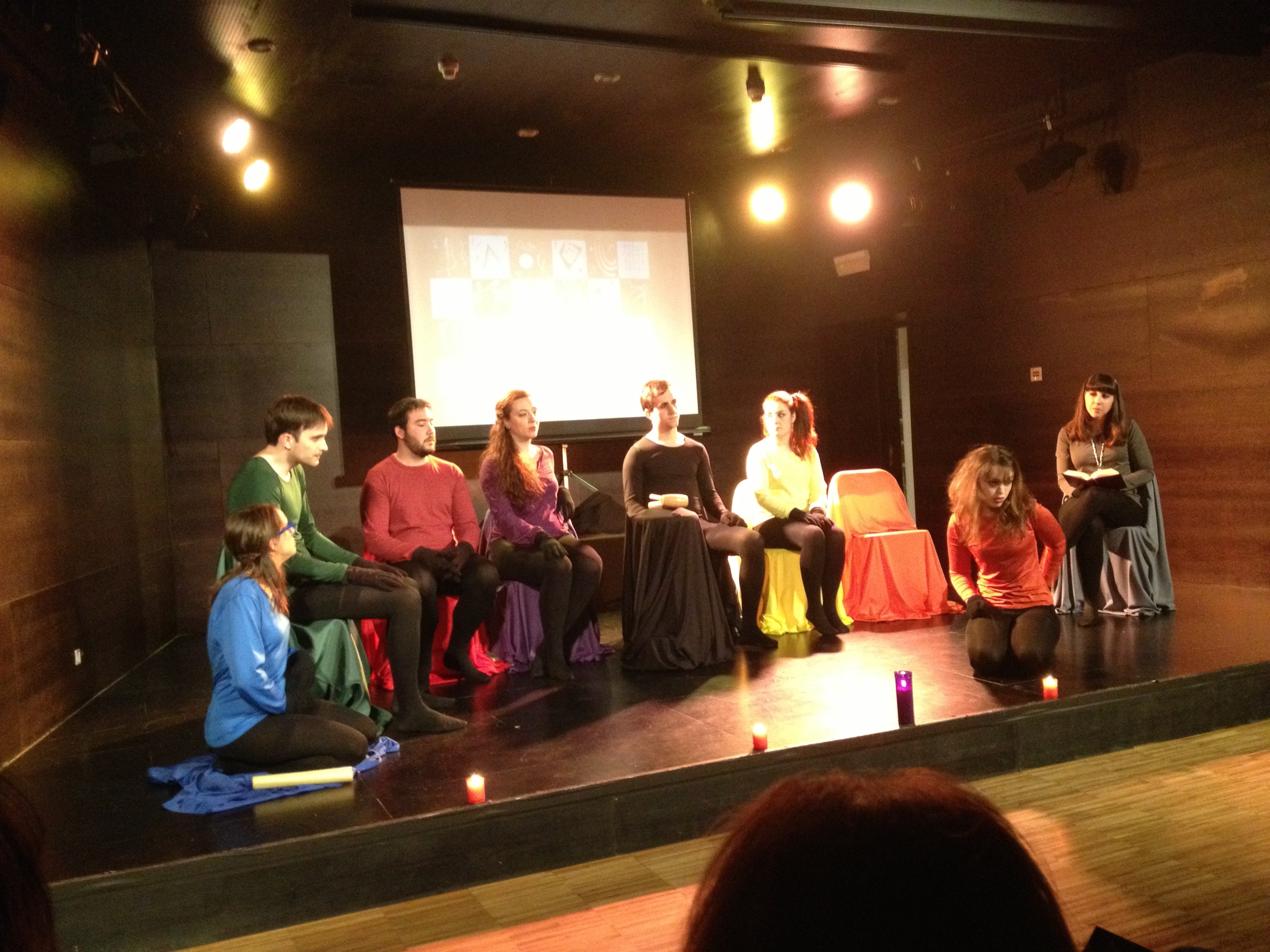
Las cortes de la muerte, de Lope de Vega. Interpretadas por TECU Teatro -Un ejemplo de proyecto unipersonal- en el marco del Festival MITEU de 2014.

- Las cortes de la muerte, de Lope de Vega. Interpretadas por TECU Teatro -Un ejemplo de proyecto unipersonal- en el marco del Festival MITEU de 2014.Dirección externa. Grupos -habitualmente con una estructura pequeña- que requieren de una dirección externo para acometer sus montajes. Este caso suele darse en grupos con gran dependencia de la universidad para su continuidad o bien directamente Aulas de Teatro y/o sus grupos oficiales.

- Proyectos unipersonales. Suelen ser agrupaciones independientes con un/a profesor/a o profesional no remunerado/a al frente que dicta la línea a seguir y realiza las funciones de dirección. Suelen tener un tamaño similar al de un Aula de entre 8 y 15 componentes.

- Compañías policéfalas. Al poder combinar varios proyectos a la vez suelen ser las que aglutinan un mayor número de personas, entre 15 y 50 (en algunos casos llegando sobrepasar la centena) ya que realizan entre dos y cuatro montajes por curso con diferentes directores. La dirección recae en los mismos estudiantes que van pasando el testigo incentivando así el relevo generacional. Se trata de compañías autogestionadas con una mayor participación democrática.

- Multicompañías. Se trata de un tipo de compañía policéfala en la que se fomenta que cada director cree su propia submarca sin que ésta sea independiente del todo, resultando finalmente una compañía matriz que lleva el peso administrativo y un conjunto de compañías unipersonales con nombre propio que se encargan de la parte artística, normalmente la producción de una obra por año. Estas sub-compañías al carecer de infraestructura legal y estar lideradas por estudiantes pueden estar abocadas a tener una vida efímera, pero resultan ser muy eficientes al producirse un gran intercambio y comunicación entre ellas.

#### Clasificación por origen

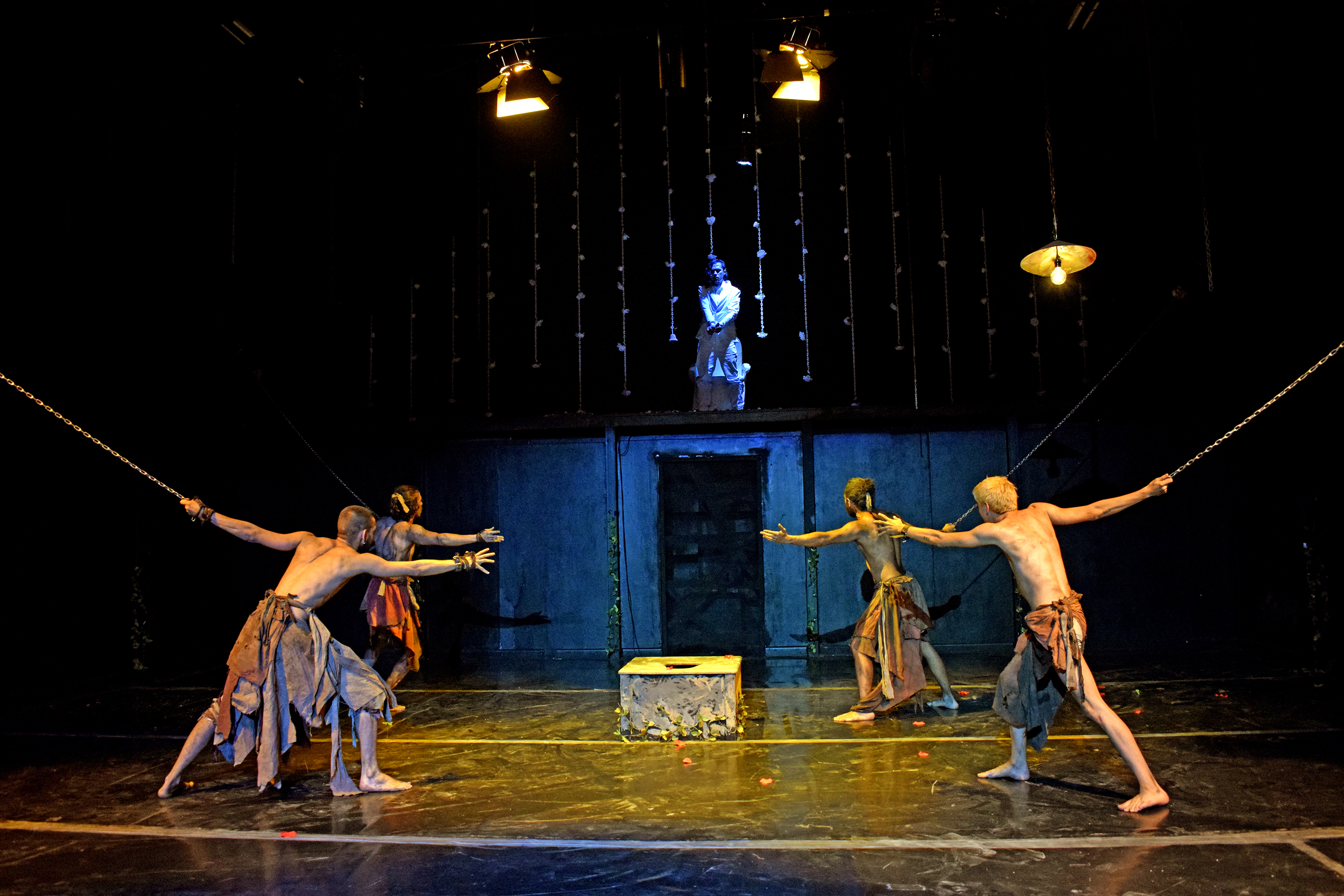
Censuradas, dramaturgia y dirección de Andrea Miranda para la Temporada de Teatro del Sol 2018, Teatro Universitario, Universidad de Costa Rica.

El origen de una agrupación teatral universitaria es variado, no suele ser fruto de un solo motivo. Por ejemplo en la génesis de La Barraca parte de una clara iniciativa o inquietud previa pero ésta surgió sólo al ser refrendada por un organismo superior -el I Congreso de la Unión Federal de Estudiantes Hispanos (UFEH)- que la crea a modo de encargo.
- Por encargo. Es cuando desde un estamento de la Universidad o bien por mandato de un Congreso Universitario que se decide crear un grupo o aula de teatro designando o votando a unos responsables del proyecto.
- Por proyecto o oportunidad. Es cuando a instancias de un departamento o profesor que se crea un taller puntual o homenaje para el que es necesario juntar una serie de estudiantes y preparar una actividad de cara al público. A resultas del éxito de la convocatoria el grupo puede decidir continuar realizando actividades y convertirse en agrupación estable.
- Por convocatoria. Muchos grupos surgen en respuesta a una convocatoria de concurso o muestra de teatro en sus respectivas universidades.
- Por vivisección. A veces por desavenencias de un grupo, este implosiona dividiéndose en dos o más grupos. Debido a que muchas veces las desavenencias no sólo son estéticas, la dinámica y resultados de los nuevos grupos es muy diferente.
- Por fusión. Algunas agrupaciones surgen por unión de dos grupos previos quienes para crecer (o por falta de infraestructura y recursos) aúnan esfuerzos.
- Por mímesis. Algunos grupos surgen por imagen o inspirados en otros grupos ya existentes o pasados. En algunos casos un estudiante de un grupo que viaja a otra ciudad a proseguir sus estudios crea un nuevo grupo al constatar que en la nueva universidad no existe ninguno o por deseo de continuar con la misma dinámica y actividad.
- Por recuperación o herencia. Algunos grupos resurgen en una escuela o facultad tras varios años de cese de actividad o actividad latente, a veces manteniendo el nombre, a veces con nombre nuevo.

#### Clasificación según el nombre adoptado

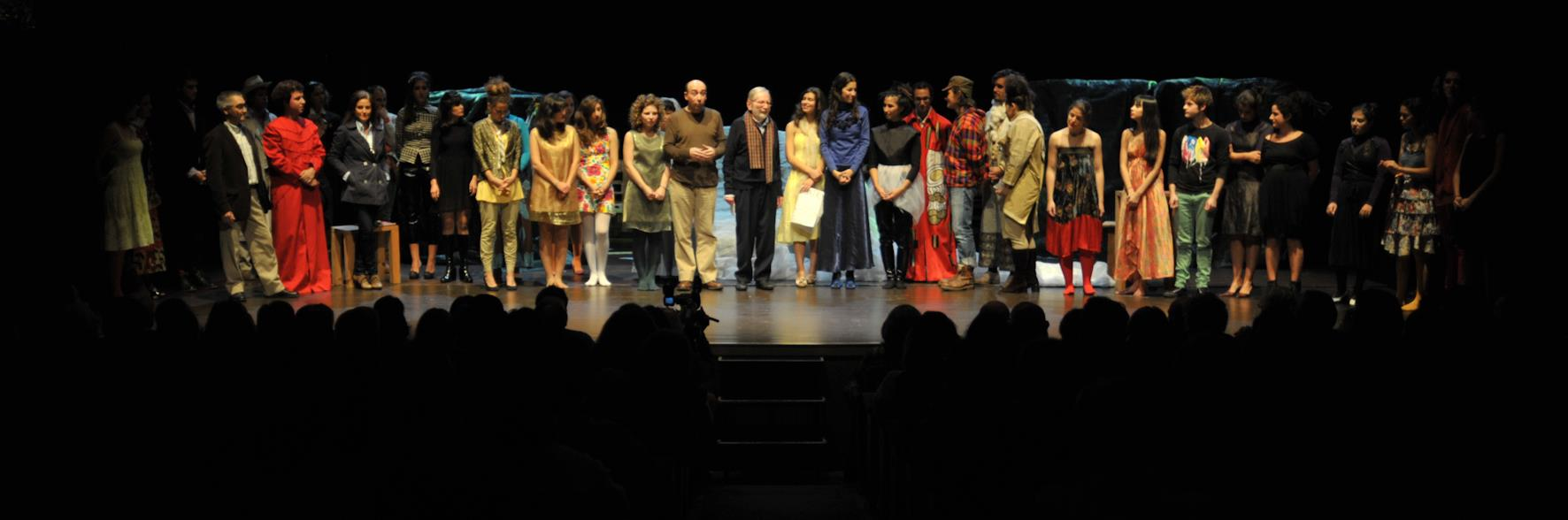
Conmemoración de los 30 años del TUT -Teatro Universitario de la Universidad Técnica de Lisboa- en noviembre de 2011.

No existe una normativa exacta por la que se tenga que regir un grupo a la hora de adoptar un nombre, es más, en la práctica suelen convivir con varios nombres o maneras de llamarse que son complementarias y determinan la idiosincrasia del grupo:
- Teatro Universitario. En la actualidad los grupos de teatro universitario tienden a constituirse con nombre propio, pero antiguamente carecían de él, incluso genéricamente se llamaban Teatro Universitario, de manera que fuera de sus ambientes no se sabía si el interlocutor se refería al sector en general, al salón teatral donde actuaban o al grupo de teatro en sí.
- TU o TEU + Procedencia. Para evitar la confusión se suele usar el nombre completo Teatro Universitario para referirnos al sector y un acrónimo (TU o TEU) seguido de la facultad de referencia o carrera del grupo -como por ejemplo T.U. de Medicina- cuando se quiere hablar de un grupo específico.
- Nombre propio en acrónimo. Muchos grupos usan entre dos y cuatro palabras con las que definir su procedencia, objetivo o idiosincrasia que por economía se presentan en forma de acrónimo: TECU[3] para Teatro Crítico Universal (de la Universidad de La Rioja), TUT para Teatro de la Universidad Técnica (de Lisboa)[4] o la ADC para el Amateur Dramatic Club (de Cambridge).
- Nombre propio compuesto o apocopado. Algunas agrupaciones que se definen con dos palabras en vez de darse a conocer con un acrónimo las unen, como es el caso de AulaScenica (de la Universidad de Barcelona), Malaestirpe (de la Universidad de Castilla-La Mancha) o Arrojoscénico (de la Universidad Juan Carlos Primero).
- Nombre propio con referencias al sector. Ya sea este un nombre con reminiscencias teatrales como Histrión (Ingeniería Informática de la UPM), un concepto como el de la Cuarta Pared (Ingeniería Industrial de la UPM), o una acción teatral como Mutis por el foro (Universidad de Navarra).
- Nombre propio con referencias a la carrera de los estudiantes. Por ejemplo Vaujaus en la Facultad de Arquitectura de Sevilla (por la importancia que tuvo la clase de teatro en la Bauhaus en la conformación de futuros arquitectos), o Bioteatre (Universidad de Barcelona) en referencia a la Facultad de Biología.
- Nombre en homenaje a un TU histórico o autor universal. Es el caso de El Barracón[5] (Ciencias de la Información de la UCM) o Viridiana Teatro (de la Universidad de Granada).

Algunos grupos según la oficialidad o lugar al que acudan pueden hacerlo bajo diferentes nomenclaturas, por ejemplo es el caso de Caín de la UPM quien se ha dado a conocer como Caín Teatro, Grupo de Teatro Caín y Aula de Teatro de Arquitectura.